# Nusa balraji
Nusa balraji là một loài ruồi trong họ Asilidae. Nusa balraji được Joseph & Parui miêu tả năm 1999. Loài này phân bố ở miền Ấn Độ - Mã Lai.